# Lionel Mazari
 (avril 2010).
Si vous disposez d'ouvrages ou d'articles de référence ou si vous connaissez des sites web de qualité traitant du thème abordé ici, merci de compléter l'article en donnant les références utiles à sa vérifiabilité et en les liant à la section « Notes et références ».
Pour les articles homonymes, voir Mazari.
Lionel Mazari est un écrivain et acteur, né le 24 juin 1963 à Antony.

## Biographie
Lionel Mazari est un poète d'expression française né en 1963 à Antony.
Il est l’auteur de "La nuit fait feu" publié en 1990.
Ses textes, d'abord parus par fragments dans des revues ou en plaquettes, sont collectés sous le titre : "L'Impossible séjour" (L'intégrale compte 6 volumes.) 
Un volume intitulé "Histoires pour personne et quelques autres" rassemblant  les récits et nouvelles écrits entre 1985 et 2011 complète l'ensemble.
Depuis une trentaine d'années, il donne à entendre ses textes poétiques ainsi que ceux d'autres auteurs, lors d'émissions radiophoniques, de rencontres littéraires dans les médiathèques et de récitals sur les scènes théâtrales.
Adaptateur, metteur en scène, interprète, il a porté à la scène des œuvres de Malcolm Lowry, Jean-Louis Giovannoni, Armand Olivennes, Thierry Metz, André Velter, Franz Kafka, Daniel Biga, Serge Pey, Arto Paasilinna, Jean-Jacques Rousseau, Nuno Júdice, Fédor Dostoïevski, Michel de Ghelderode, Jean-Claude Carrière, Alfred de Musset, Martin Kimmel, Clément Rosset, 
Comédien, il a joué dans des mises en scène et des réalisations de Frédéric Ortiz, Jamel Eddine Bencheikh, Philippe Méhaudel, Rémy Pédevilla, Jean-Louis Benoît, Bernard Fabrizzio, Laurent Jaoui, Antonella Eye Porcelluzzi, Martin Kimmel, André Ughetto, Guillaume Metz.

## Livres
- L'impossible séjour, intégrale des poèmes de 1981 à 2011,  (ISBN 9782950523884)
- L'impossible séjour 2, intégrale des textes de 2011 à 2012  (ISBN 9782950523891)
- L'impossible séjour 3, intégrale des textes de 2012 à 2019  (ISBN 9782958184803)
- L'impossible séjour 4, intégrale des textes 2019 à 2021  (ISBN 9782958184810)
- L'impossible séjour 5, intégrale des textes 2022  (ISBN 9782958184827)
- L'impossible séjour 6 (fin), intégrale des textes 2023  (ISBN 9782958184834)
- Histoires pour personne et quelques autres, intégrale des récits de 1981 à 2011  (ISBN 9782950523877)
- « Lionel Mazari - Auteur », sur data.bnf.fr (consulté le 31 décembre 2023)

## Adaptations et mises en scène
- 2001 Oaxaca, un amour en enfer de Malcolm Lowry
- 2001 Flanqué à la porte du silence poèmes d'Armand Olivennes
- 2002 Journal d'un veau de Jean-Louis Giovannoni
- 2002 Du feu pour les ombres poèmes d'André Velter
- 2003 L'homme qui penche de Thierry Metz
- 2003 L'aveugle au visage de grêle de Jamel Eddine Bencheikh
- 2004 Idylles et cerises de Jean-Jacques Rousseau
- 2005 Le lièvre de Vatanen d'Arto Paasilinna
- 2008 Les nuits blanches de Fedor Dostoïevski
- 2012 L'homme qui rit de Victor Hugo (en collaboration avec Frédéric Ortiz)
- 2013 Le merle blanc d'Alfred de Musset
- 2015 "Le réel et son double" de Clément Rosset
- 2016 "L'aide mémoire, 1ère partie" de Jean-Claude Carrière (en collaboration avec Alexandra Dulu)
- 2017 "Escurial" de Michel de Ghelderode (en collaboration avec Christophe Lancia)
- 2017 "Le prince feuillu" de Martin Kimmel, en collaboration avec l'auteur.
- 2020 "Dans l'ici d'un homme" de Thierry Metz, en collaboration avec Guillaume Metz
- 2021 "La mouette de Henri V" d'Emmanuel Merle
- 2023 "Notes sur le chemin" d'après "Terre" de Thierry Metz, en collaboration avec Guillaume Metz.
- 2023 "Douleur de Sade" d'après les lettres et écrits de Sade et "Entretien avec le marquis de Sade" de Noëlle Châtelet.

## Rôles au théâtre, à l’écran, voix off.
- 1999 Huis clos de Sartre
- 1999 Tartuffe de Molière
- 2000 Le diable au corps de Radiguet
- 2001 Flanqué à la porte du silence Poèmes d'Armand Olivennes
- 2001 Mais n’te promène donc pas toute nue de Feydeau
- 2001 La chanson du mal-aimé de Guillaume Apollinaire
- 2001 Le terrier de Kafka
- 2002 Le fou d’Elsa de Louis Aragon
- 2002 Un amour en enfer de Malcolm Lowry
- 2002 Journal d’un veau de Giovannoni
- 2002 Du feu pour les ombres Poèmes d'André Velter
- 2002 Aurélia de Nerval
- 2003 Zadig de Voltaire
- 2003 L’homme qui penche de Thierry Metz
- 2003 L’aveugle au visage de grêle de Jamel Eddine Bencheikh
- 2003 Interrogatoire de Serge Pey
- 2004 Idylles et cerises de Jean-Jacques Rousseau
- 2004 Le malade imaginaire de Molière
- 2004 Candide de Voltaire
- 2004 Au bec de l’ange, poèmes de Daniel Biga
- 2005 Le lièvre de Vatanen de Arto Paasilina
- 2005 Le rouge et le noir de Stendhal
- 2005 Escurial de Michel de Ghelderode (rôle du roi)
- 2006 La triste histoire de Cerise Pinvert de Rémy Pédevilla
- 2006 Don Juan d'après Tirso de la Molina, Molière et Mozart
- 2007 Un cœur sous une soutane de Rimbaud
- 2007 L’île au trésor de Stevenson
- 2007 Premier avertissement de Strindberg
- 2008 Les nuits blanches de Dostoïevski
- 2009 Les précieuses ridicules de Molière
- 2010 Camus de Laurent Jaoui
- 2011 Cinq entretiens avec Pétrarque de André Ughetto
- 2012 L’homme qui rit de Victor Hugo
- 2012 Pauvres Vaudois du Luberon de André Ughetto
- 2013 Liu Xiaobo, Poésie et Dissidence
- 2013 Le merle blanc d'Alfred de Musset
- 2014 Deux poètes pour quelques notes de guitare (avec  Dominique Sorrente)
- 2014 Dom Juan Variations
- 2014 Parloir sauvage par Frédéric Ortiz (à partir d'atelier d'écriture en milieu carcéral)
- 2015 Amour piano de Georges Feydeau
- 2015 Blanc tonnerre de Jacques Launay
- 2016 Les ivres vivants, récital avec Audrey Gambassi et Dominique Sorrente
- 2016 L'aide mémoire de Jean-Claude Carrière
- 2017 Escurial de Michel de Ghelderode (rôle du bouffon)
- 2017 Castine et Jonas, textes de Thierry Metz  sur une musique de David Buatois
- 2017 La Fontaine Ardente de Maura Del Serra, adaptation André Ughetto
- 2017 Le Prince Feuillu de Martin Kimmel
- 2017  Race de Antonella Eye Porcelluzzi
- 2018 La Leçon de Ionesco
- 2019 Bleu mandarine, rouges silences d'Aurélie Imbert et Lionel Mazari
- 2019 Le roi René d'André Ughetto
- 2019 Clip musical "Elle danse" de Dominique Page
- 2020 Pétrarque, le crieur de la Paix d'André Ughetto
- 2020 Jonas, de Thierry Metz - court-métrage de Guillaume Metz
- 2021 La mouette de Henri V d'Emmanuel Merle
- 2021 Dans l'ici d'un homme (triptyque), de Thierry Metz - film de Guillaume Metz
- 2021 Pièce pour une femme, un violoncelle, cinq violons et un fantôme et demi, d'Aurélie Imbert
- 2021 Les enfants de Cronos, d'André Ughetto
- 2021 Tête de Linotte et Cœur d'Artichaut, récital avec Alexia Greco
- 2022 Pêle-mêle, récital de textes de Roger Riffard
- 2023 Notes sur le chemin, de Thierry Metz - film de Guillaume Metz
- 2024 The Venus in Fur de Antonella Eye Porceluzzi